# Сильверадо
«Сильверадо» (англ. Silverado) — американский кинофильм жанра вестерн режиссёра Лоуренса Кэздана. Снят в 1985 году по сценарию Кэздана и его брата Марка. Получил 2 номинации на премию Оскар — за лучший звук и лучший оригинальный саундтрек. Входит в список 100 лучших вестернов по мнению пользователей сайта IMDb.
Фильм был спродюсирован Columbia Pictures и Delphi III Productions, дистрибьютором для кинотеатров выступила Columbia Pictures, а для домашнего просмотра — Sony Pictures Entertainment. Саундтрек с партитурой Брюса Брютона был выпущен Geffen Records. 12 ноября 2005 года лейбл Intrada Records выпустил расширенную версию партитуры на двух компакт-дисках.
Премьера в США состоялась 10 июля 1985 года. За 11 недель фильм был показан в 1190 кинотеатрах, а кассовые сборы составили 32 192 570 долларов США. В целом получил положительные отзывы критиков, а на 58-й церемонии вручения премии Оскар был номинирован на премии за «лучший звук» и «лучший саундтрек».

## Сюжет
Когда главный герой по имени Эмметт спит в хижине на него нападают трое неизвестных, но он убивает их всех в короткой перестрелке. По пути в Сильверадо он находит Пейдена, которого ограбили и оставили умирать лежащего в пустыне.
Прибыв в Терли, Эмметт и Пейден встречают Мэла, ещё одного ковбоя, которого выгнал из города шериф Джон Лэнгстон. Они узнают, что Джейк (брат Эммета) заперт в тюремной камере и ожидает казни за убийство человека. После того, как Пейден встречает и убивает одного из мужчин, которые его ограбили, его бросают в ту же камеру. Эмметт помогает им совершить побег, а Мэл скрыться от отряда шерифа Лэнгстона. Мэл решает присоединиться к группе и направиться в Сильверадо.
По дороге они помогают группе поселенцев вернуть у воров украденные деньги, а затем провожают их в Сильверадо, где пути героев расходятся. Эмметт и Джейк навещают свою сестру, чей муж сообщает им, что владелец ранчо Итан Маккендрик пытается захватить открытое пастбище, изгнав всех законных претендентов с земли. Пятью годами ранее Эмметт был заключен в тюрьму за убийство отца Маккендрика, и сейчас узнает, что Маккендрик нанял людей, которые пытались убить его в хижине после освобождения.
Мэл обнаруживает, что его отец Эзра остался без средств к существованию после того, как его дом был сожжен, а его земля опустошена скотом.
Шериф Сильверадо, Кобб, старый знакомый Пейдена, получающий зарплату у Маккендрика, нанимает Пейдена охранять азартные игры в салуне, принадлежащем Коббу. Салуном управляет Стелла, честная женщина, которая презирает Кобба и симпатизирует Пейдену.
Люди Маккендрика убивают Эзру, сжигают земельный участок и похищают молодого племянника Эммета — Оги. Стелла просит Пейдена помочь Мэлу, Эммету и Джейку все исправить. Они загоняют скот Маккендрика, чтобы обеспечить прикрытие для рейда на его ранчо, в котором убивают большинство бандитов, и освобождают Оги. Но все же Маккендрику удается скрыться в Сильверадо.
Четверо мужчин возвращаются в город, чтобы положить конец коррупции. За Джейком охотится Тайри, правая рука Кобба, но Джейку удается перехитрить и застрелить их. Мэл спасает свою сестру Рэй от Кэлвина Стэнхоупоми и смертельно ранит его своим ножом. Эмметт и Маккендрик сражаются верхом, в результате Эммету удается ударить Маккендрика по голове и убить его. Пейден сталкивается с Коббом в уличной схватке и убивает его.
В заключение, перед отъездом в Калифорнию Эмметт и Джейк отправляются на окраину города и прощаются со своей сестрой и её семьёй. Мэл и его сестра воссоединяются и решают восстановить усадьбу своей семьи. Тем временем Пейден нашёл себя в качестве нового шерифа Сильверадо.

## Создание фильма
Фильм снимался на ранчо Кука в Нью-Мексико. В 1984 году Лоуренс и Марк Кэздан с командой отправились на вертолётную разведку в отдаленный район Нью-Мексико, надеясь найти наиболее подходящее место для строительства города Сильверадо. После того, как место было найдено, братья Кэздан обратились к местным жителям Биллу и Мэриан Кук. Сначала съемочная группа хотела построить только пару сооружений, предлагая Кукам «небольшую сумму» в качестве платы за использование местности. Билл Кук вспоминал: «Так или иначе, у меня не было особой мотивации, но я согласился. И все это превратилось в крупнобюджетный фильм и Сильверадо».
В интервью Trailer Addict актёр Скотт Гленн рассказал, как сильно кастинг влияет на режиссуру. Говоря о совместной работе разных актёров, он упомянул, насколько ему «действительно нравился» Кевин Костнер, и насколько «легко и удобно» было с ним работать.

## В ролях
- Кевин Клайн — Пейден
- Скотт Гленн — Эмметт
- Кевин Костнер — Джейк
- Дэнни Гловер — Мэл Джонсон
- Джон Клиз — шериф Джон Т. Лэнгстон
- Розанна Аркетт — Ханна
- Брайан Деннехи — шериф Кобб
- Джефф Голдблюм — Слик
- Линда Хант — Стелла
- Джефф Фэйи — Тайри
- Ричард Дженкинс — Келли
- Аманда Уайсс
- Джон Кэздан
- Джейк Кэздан
- Мэг Кэздан — барменша
- Брайон Джеймс — Хобарт
- Марвин Дж. МакИнтайр
- Шеб Вули
- Джеймс Гэммон — Доусон

## Критика
Среди основных критиков в США фильм получил в основном положительные отзывы. Агрегатор Rotten Tomatoes, основываясь на отзывах 33 критиков, со средней оценкой 6,73 из 10, дает фильму оценку 76% с заключением: «Благодаря детализации и хорошо рассказанной истории, "Сильверадо" — редкий пример правильного голливудского вестерна 80-х». Агрегатор Metacritic, на основании 14 рецензий, присвоил фильму 64 балла из 100 возможных. Рейтинг IMDb составил 7,2 из 10.
Критик Джанет Маслин, из The New York Times, написала о режиссёре Кэздане: «Он создаёт самые приятные моменты фильма, передавая своё истинное наслаждение, оживляя сцены и образы, которые так полюбились всем». Она добавила: «"Сильверадо" — это обширный, великолепно выглядящий вестерн, который как минимум на целое поколение опережает классические фильмы, которые он напоминает». Роджер Эберт из Chicago Sun-Times назвал фильм очень не однозначный для понимания зрителя , отметив: «Согласитесь, эта история уже рассказывалась раньше. Рассказ Кэздана отличает стиль и энергия, которые он привносит в проект». Питер Стэк из San Francisco Chronicle написал, что в фильме «представлены тщательно продуманные сцены перестрелок, легионы скачущих лошадей, топочущий скот, каньон, крытые повозки, тонны скрипящей кожи и даже дуэль в полдень». Он добавил: «Интересно, как Кэздану удается управлять целым спектром элементов ковбойского кино, не становясь при этом нахальным». Оценив фильм в 4 из 5 звезд, Иэн Фрир из Empire сказал, что фильм является «той картиной, которая заставляет вас захотеть сыграть в ковбоев, как только она закончится». Он также добавил: «В то время как многие вестерны 70-х используют ревизионистский подход к жанру, "Сильверадо" предлагает искреннее принятие западных традиций». Сотрудники Variety похвалили фильм, особенно отметив его «визуальные эффекты», сказав: «Редко вестерны кажутся таким живыми, но то, что мы видим в его экранизации убедительно в деталях». Джули Саламон, писавшая для The Wall Street Journal, выразила положительные эмоции и заявила, что «"Сильверадо" великолепно выглядит, а сюжет двигается быстро. Кэздан хорошо подготовился к действиям на пугающе длинных, пыльных участках западной равнины». Высказывая свое положительное мнение, сотрудники Total Film посмотрели на Сильверадо.как создание «кипучего любовного письма братьев Кэздан к конным операм их юности», добавляя «все мыслимые западные клише. Это не так воодушевляет, как кажется, несмотря на усилия громкой музыки Брюса Бротона, но выглядит потрясающе. - все большое небо и широко открытые пространства».
В неоднозначной рецензии Джин Сискел из Chicago Tribune сказал, что фильм был «полностью успешной попыткой возродить вестерн, но его сценарий необходимо полностью переписать, чтобы он стал чем-то большим, чем просто маленький шаг на пути к полномасштабному возрождению вестернов». Другой неоднозначный отзыв был сделан Джеем Карром из The Boston Globe. Он отметил: «Кинолента выглядит как высокобюджетная переработка старых вестернов. Поддерживает его только благородство Кэздана и его актеров». Комментируя стиль режиссера Дэйв Кер из Chicago Reader сказал: «Кажется, значительные навыки плотника сюжета покидают его, как только история переходит в город, упомянутый в названии. Действие становится прерывистым, беспорядочным и произвольным». Что касается главных героев, тут он сухо заметил, что «ни один из персонажей не успевает ожить на экране, следовательно, ни один из них не обладает достаточным авторитетом, чтобы передать моральную и драматическую сторону фильма». Описывая некоторые подводные камни, Дэвид Стеррит из Christian Science Monitor сказал: «Когда через час или около того на смену действиям приходит чистое повествование, картина становится менее оригинальной и привлекательной». Стерритт, однако, поспешил признать: «Кинематография Джона Бейли потрясающая», но он с разочарованием отметил, что «Как и в последнем фильме Лоуренса Кэздана "Большое разочарование" (1983), лучше всего, когда тщательно отобранный актерский состав занимается разработкой персонажей и построением их отношений».
В совершенно негативном отзыве кинокритик Джей Скотт из The Globe and Mail сказал, что слишком знакомая «манипулятивная музыка в стиле "Звездных войн"  — единственная новинка в "Сильверадо". Сюжет слишком сложен и скучен, чтобы резюмировать». Ричард Корлисс из Time не нашёл картину убедительной, заявив, что фильм «доказывает, что для того, чтобы сделать хороший вестерн, нужно что-то большее, чем просто любовь к вестерну». В столь же пессимистическом тоне сотрудники TV Guide написали: «Лоуренс Кэздан раздувает сюжет десятками побочных историй, которые в мучительно предсказуемых деталях показывают, почему у каждого из наших героев есть причина оказаться именно здесь. Все это очень базово и поверхностно».

## Релиз и сборы
Премьера фильма состоялась 9 июля 1985 года в кинотеатрах США, заработав в первые выходные 3 522 897 долларов США. За вторую неделю после выхода фильма, выручка увеличилась на 3%, составив 3 631 204 доллара США. За 11 недель внутренний объём продаж билетов был равен 32 192 570 долларов США. По итогам 1985 года занял 24 место по кассовым сборам в рейтинге Box Office Mojo.
Был выпущен в формате видеодиска RCA CED и VHS в декабре 1985 года и на лазерном диске Criterion в августе 1991 года. Он был повторно выпущен в видеоформате VHS 8 июля 1994 года. Коллекционное издание VHS с обновленной записью было выпущено в 1 июня 1999 года. Широкоформатное издание было выпущено на DVD в США и Канаде 3 февраля 2009 года. Кроме того, 5 апреля 2005 года компания Sony Pictures Home Entertainment выпустила специальный выпуск на двух DVD дисках, включающий такие дополнительные короткометражные фильмы, как «Возвращение в Сильверадо с Кевином Костнером», «По следам Сильверадо: комментарии западного историка», «Западные перестрелки», а также бонусные превью, эксклюзивный альбом для вырезания и коллекционные игральные карты.
Версия широкоформатного диска Blu-ray с высоким разрешением видео была выпущена 8 сентября 2009 года.

## Премии и номинации
Награда
- Венецианский кинофестиваль 1985
  - Young Venice Award — Special Mention — Лоуренс Кэздан

Номинации
- «Оскар» 1986
  - лучшая музыка — Брюс Брютон
  - Лучший звук — Дональд О. Митчелл, Рик Клайн, Кевин О’Коннелл, Дэвид М. Ронне
- Casting Society of America 1986
  - Best Casting for Feature Film, Drama — Уоллис Никита